# Triều đại trong lịch sử Trung Quốc
Triều đại trong lịch sử Trung Quốc, hay triều đại Trung Quốc, ý chỉ các chế độ quân chủ thế tập cai trị Trung Quốc trong phần lớn chiều dài lịch sử nước này. Kể từ khi triều đại đầu tiên được Hạ Vũ thành lập vào khoảng năm 2070 TCN cho đến khi Phổ Nghi thoái vị vào ngày 12 tháng 2 năm 1912, sau cuộc Cách mạng Tân Hợi, Trung Quốc đã được cai trị bởi một loạt triều đại kế tục nhau. Triều đại Trung Quốc không chỉ bao gồm những triều đại được thành lập bởi người Hán – dân tộc có dân số áp đảo tại Trung Quốc – hay tiền thân của người Hán, tức liên minh bộ lạc Hoa Hạ, mà còn có cả các triều đại do các dân tộc phi Hán thành lập.
Chia lịch sử Trung Quốc thành nhiều thời kỳ do từng triều đại cai trị là một phương pháp phân tích thời kỳ phổ biến được các học giả áp dụng. Theo đó, một triều đại được dùng để phân định thời kỳ cai trị của một gia tộc và cũng có thể được dùng để mô tả các sự kiện, xu hướng, tính cách, các sáng tác nghệ thuật, đồ tạo tác của thời kỳ đó. Ví dụ, đồ sứ được làm vào thời Minh thì gọi là "đồ sứ triều Minh".
Triều đại chính thống cai trị Trung Quốc trong khoảng thời gian lâu dài nhất là triều Chu, với tổng cộng 789 năm. Trên thực tế, triều Chu bị phân làm hai giai đoạn – Tây Chu và Đông Chu – với quyền lực suy giảm nghiêm trọng trong giai đoạn Đông Chu. Triều đại chính thống cai trị Trung Quốc có diện tích lãnh thổ lớn nhất là triều Nguyên hoặc triều Thanh, tùy theo nguồn tư liệu lịch sử. Triều đại chính thống có cương vực nhỏ nhất là nhà Hạ, triều đại chính thống có thời gian tồn tại ngắn ngủi nhất được các sử gia công nhận là nhà Hậu Hán, chỉ xuất hiện trên vũ đài chính trị được hơn 3 năm.
Các triều đại Trung Quốc thường tự coi mình là "Thiên triều" (天朝). Nhiều quốc gia triều cống cho Trung Quốc đã gọi các triều đại Trung Quốc là "Thiên triều Thượng quốc" (天朝上國) hay "Thiên triều Đại quốc" (天朝大國), như một hình thức thể hiện sự tôn trọng và phục tùng.  

## Thuật ngữ
Trong tiếng Trung Quốc, từ "triều" (朝) nghĩa gốc là "sáng sớm" hoặc "ngày hôm nay". Theo nghĩa chính trị, từ này được dùng để chỉ chế độ của nhà cai trị đương nhiệm.
Sau đây là vài thuật ngữ liên quan đến khái niệm triều đại trong lịch sử Trung Quốc:  
- "triều đại" (朝代): thời đại cai trị tương ứng của một "triều".
- "vương triều" (王朝): về mặt chuyên môn, từ này đề cập tới triều đại của một vị vua. Tuy nhiên, nó vẫn thường được áp dụng một cách không chuẩn xác dành cho tất cả triều đại, bao gồm cả các triều đại mà nhà cai trị giữ tước hiệu khác, không phải là vua, chẳng hạn như hoàng đế.[22]
- "hoàng triều" (皇朝): thường được dùng để chỉ một triệu đại có nhà cai trị là hoàng đế.[22]

## Lịch sử

### Sự khởi đầu của chế độ triều đại cai trị

Bức vẽ Hạ Vũ, người mở đường chế độ triều đại cai trị Trung Quốc, của họa sĩ Mã Lân thời Nam Tống.

Với vai trò là nhà sáng lập triều đại Trung Quốc chính thống đầu tiên – triều Hạ – Hạ Vũ thường được coi là người mở đường cho các triều đại cai trị ở Trung Quốc. Trong chế độ triều đại cai trị ở Trung Quốc, nhà cai trị tối cao trên lý thuyết nắm trong tay quyền lực tuyệt đối và quyền chiếm hữu tư nhân đối với lãnh địa, mặc dù trên thực tế, thực quyền của họ phụ thuộc vào nhiều yếu tố. Theo truyền thống, ngai vàng Trung Quốc được thừa kế độc quyền bởi các thành viên nam giới trong gia tộc cai trị, mặc dù không thiếu trường hợp ngoại thích lên nắm thực quyền thay cho quân chủ. Quan niệm kế vị trên được gọi là Gia thiên hạ (家天下), trái với quan niệm Công thiên hạ (公天下) của thời tiền Hạ, mà theo đó, sự kế vị không mang tính thế tập.

### Quá trình chuyển giao triều đại

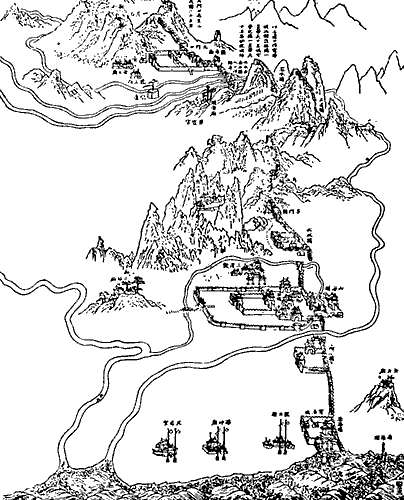
Tranh minh họa Trận Sơn Hải quan, một trận chiến quyết định trong thời kỳ chuyển giao Minh–Thanh. Triều Thanh giành chiến thắng và mở rộng quyền cai trị của mình ở Trung Quốc bản thổ ngay sau đó.

Hiện tượng thịnh suy của các triều đại là một đặc điểm nổi bật trong lịch sử Trung Quốc. Một số học giả cố gắng giải thích hiện tượng này bằng cách cho rằng sự thành công hay thất bại của một triều đại phụ thuộc vào đạo đức của những nhà cai trị, trong khi những người khác lại tập trung vào các khía cạnh hữu hình của chế độ quân chủ – một phương pháp giải thích được gọi là vòng tuần hoàn triều đại.
Quá trình chuyển giao triều đại trong lịch sử Trung Quốc diễn ra chủ yếu thông qua hai con đường: chinh phục quân sự và soán ngôi. Triều Kim thay thế triều Liêu và triều Nguyên thống nhất Trung Quốc đều thông qua một loạt chiến dịch quân sự thành công. Mặt khác, Tào Ngụy thay thế Đông Hán và triều Lương thay thế Nam Tề là hai trường hợp soán ngôi. Thông thường, kẻ soán ngôi sẽ tìm cách khắc họa động thái sẵn sàng rời bỏ ngai vàng của nhà cai trị triều đại tiềm nhiệm trong một tiến trình gọi là thiện nhượng (禪讓), như một phương tiện hợp pháp hóa quyền cai trị.
Khi xem qua các mốc thời gian lịch sử, người ta dễ ngộ nhận rằng quá trình chuyển giao triều đại xảy ra đột ngột và dữ dội. Đúng hơn, các triều đại mới thường được thành lập từ trước khi lật đổ hoàn toàn một chế độ hiện có. Ví dụ, năm 1644 thường được coi là năm mà triều Thanh kế tục triều Minh nắm giữ Thiên mệnh. Tuy nhiên, triều Thanh chính thức được tuyên bố thành lập vào năm 1636 bởi Thanh Thái Tông khi ông đổi quốc hiệu cũ Hậu Kim mà Thanh Thái Tổ đã đặt vào năm 1616. Trong khi đó, hoàng tộc triều Minh vẫn cai trị Nam Minh cho đến năm 1662. Vương quốc Đông Ninh trung thành với triều Minh tại Đài Loan tiếp tục kháng chiến, chống lại triều Thanh cho đến tận năm 1683. Ngoài ra, trong giai đoạn chuyển giao Minh–Thanh, còn có nhiều phe phái khác tranh giành quyền kiểm soát Trung Quốc, đáng chú ý nhất là Đại Thuận và Đại Tây, lần lượt do Lý Tự Thành và Trương Hiến Trung thành lập. Thay đổi gia tộc cai trị rất phức tạp và tốn nhiều thời gian, triều Thanh đã mất tới gần hai thập kỷ để mở rộng quyền cai trị của họ trên toàn bộ Trung Quốc bản thổ. 
Tương tự, đầu giai đoạn chuyển giao Tùy–Đường, nhiều chế độ do các lực lượng nổi dậy thành lập, tranh giành quyền kiểm soát và tính chính thống khi quyền lực triều Tùy đang suy yếu. Các chế độ tự trị tồn tại trong giai đoạn đầy biến động này có thể kể đến Ngụy (của Lý Mật), Tần (của Tiết Cử), Tề (của Cao Đàm Thành), Hứa (của Vũ Văn Hóa Cập), Lương (của Lý Quỹ), Lương (của Thẩm Pháp Hưng), Lương (của Lương Sư Đô), Lương (của Tiêu Tiển), Hạ (của Đậu Kiến Đức), Trịnh (của Vương Thế Sung), Sở (của Chu Xán), Sở (của Lâm Sĩ Hoằng), Yên (của Cao Khai Đạo), Ngô (của Lý Tử Thông), Lỗ (của Từ Viên Lãng) và Tống (của Phụ Công Thạch). Ngay cả khi đã thay thế triều Tùy, triều Đường vẫn phải tốn thêm hàng thập kỷ nữa mới thống nhất được Trung Quốc bản thổ.
Thông thường, tàn dư và con cháu hoàng tộc triều đại tiền nhiệm đều bị thanh trừng hoặc được phong cho các tước vị cao quý theo chế độ Nhị vương Tam khác (二王三恪) – điều sau này đã trở thành một phương tiện để triều đại cai trị đòi quyền kế tục hợp pháp từ triều đại tiềm nhiệm. Ví dụ, Đông Ngụy Hiếu Tĩnh Đế được lập làm "Trung Sơn vương" sau khi thoái vị và nhường ngôi cho Bắc Tề Văn Tuyên Đế. Tương tự, Sài Vịnh, cháu trai của Hậu Chu Thế Tông, được Tống Nhân Tông phong làm "Sùng Nghĩa công" – một tước vị tiếp tục được các hậu duệ hoàng tộc Hậu Chu khác kế thừa.
Theo truyền thống ngành sử học Trung Quốc, mỗi triều đại mới sẽ biên soạn lịch sử triều đại tiền nhiệm, đỉnh cao là bộ Nhị thập tứ sử. Truyền thống này vẫn được duy trì ngay cả khi cuộc Cách mạng Tân Hợi đã thay thế triều Thanh bằng nhà nước Trung Hoa Dân Quốc. Tuy nhiên, nỗ lực soạn thảo một bộ lịch sử triều Thanh của những người Cộng hòa bị gián đoạn bởi Nội chiến Trung Quốc – cuộc nội chiến phân chia Trung Quốc thành hai chính thể: Cộng hòa Nhân dân Trung Hoa ở đại lục và Trung Hoa Dân Quốc ở Đài Loan.

### Sự kết thúc của chế độ triều đại cai trị

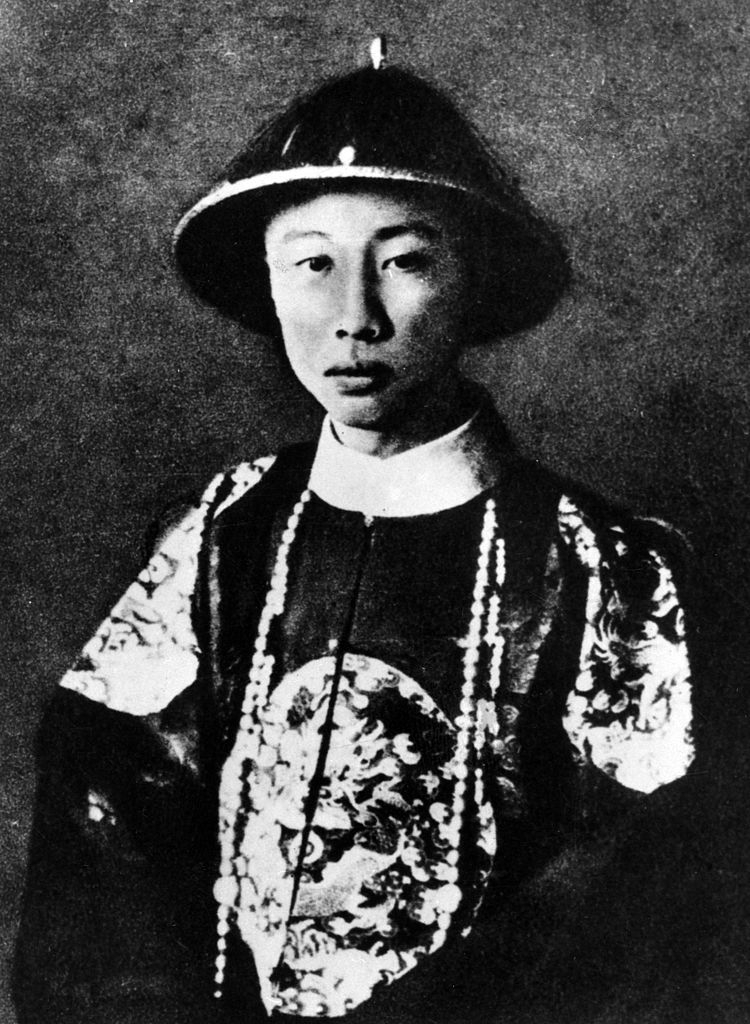
Một bức ảnh Hoàng đế Phổ Nghi, được nhiều người coi là vị quân chủ hợp pháp cuối cùng ở Trung Quốc, được chụp vào năm 1922.

Chế độ triều đại cai trị ở Trung Quốc chấm dứt vào năm 1912, khi nhà nước Trung Hoa Dân Quốc thay thế triều Thanh sau thành công của cuộc Cách mạng Tân Hợi. Mặc dù đã có những nỗ lực khôi phục triều đại cai trị ở Trung Quốc sau cuộc Cách mạng Tân Hợi, nhưng chúng đều không thành công trong việc củng cố quyền cai trị và giành được tính chính thống. 
Trong cuộc Cách mạng Tân Hợi, cũng đã có nhiều đề xuất ủng hộ việc thay thế triều Thanh do người Mãn lãnh đạo bằng một triều đại mới của người Hán. Khổng Lệnh Di (孔令貽), hậu duệ đời thứ 76 của Khổng Tử và là người đang nắm giữ tước hiệu Diện Thánh công, được Lương Khải Siêu xác định là người kế thừa ngai vàng tiềm năng. Trong khi đó, giới thân sĩ ở An Huy và Hà Bắc lại ủng hộ phục hưng triều Minh với hoàng đế là Chu Dục Huân (朱煜勳), một Diên Ân hầu. Cả hai đề xuất trên rốt cuộc đều bị từ chối. 
Đế quốc Trung Hoa do Viên Thế Khải thành lập sớm châm ngòi cho cuộc Chiến tranh hộ quốc và bị xóa sổ sau 101 ngày. Đinh Tỵ phục tích (1917) là một nỗ lực phục hưng triều Thanh không thành công, khi chỉ kéo dài đúng 11 ngày. Tương tự, Mãn Châu Quốc, một nhà nước bù nhìn do Đế quốc Nhật Bản dựng lên trong Thế chiến thứ hai, với sự công nhận ngoại giao hạn chế, không được coi như một chế độ chính thống. Các nhà sử học thường coi sự kiện Hoàng đế Phổ Nghi thoái vị vào ngày 12 tháng 2 năm 1912 là dấu chấm hết cho chế độ triều đại cai trị ở Trung Quốc sau gần bốn thiên niên kỷ tồn tại.

### Tình chính thống

Quốc ấn của triều Thanh được khắc dòng chữ "Đại Thanh đế quốc chi tỷ" (大清帝國之璽). Nó là biểu tượng của quyền lực và tính chính thống.

Suốt chiều dài lịch sử, Trung Quốc đã bị chia cắt chính trị trong nhiều giai đoạn, các miền đất khác nhau được cai trị bởi các triều đại khác nhau. Mỗi triều đại hoạt động hiệu quả như một nhà nước riêng biệt với thể chế chính trị và triều đình riêng. Những giai đoạn chia cắt chính trị đáng chú ý nhất là Tam Quốc, Ngũ Hồ thập lục quốc, Nam–Bắc triều, và Ngũ đại Thập quốc. 
Mối quan hệ giữa các triều đại Trung Quốc trong những giai đoạn chia cắt, thường xoay quanh tính chính thống, vốn khởi nguồn từ học thuyết Thiên mệnh. Triều đại do người Hán cai trị sẽ tuyên bố các triều đại đối địch do các dân tộc khác thành lập là phi chính thống theo khái niệm Hoa Di chi biện. Mặc khác, nhiều triều đại phi Hán đã tự nhận mình là triều đại chính thống, khắc họa bản thân trong vai trò là chính thể thực sự thừa kế tinh hoa văn hóa và lịch sử Trung Quốc. Theo truyền thống, chỉ những chế độ được coi là "chính thống" (正統) hoặc "chính danh" mới được gọi là "triều" (朝), còn những chế độ "phi chính thống" hoặc "không chính danh" được gọi là "quốc" (國), ngay cả khi chúng mang bản chất của một triều đại. Với một số triều đại, tính chính thống vẫn còn đang là vấn đề gây tranh cãi trong giới học thuật hiện đại.
Những tranh chấp về tính chính thống giữa các triều đại như trên đã tồn tại trong các giai đoạn sau: 
- Tam Quốc[58]
  - Tào Ngụy, Thục Hán và Đông Ngô đều tự tuyên bố mình là triều đại chính thống, đồng thời lên án tuyên bố của hai chế độ còn lại.
  - Vì Hán Hiến Đế thoái vị để ủng hộ Tào Ngụy Văn Đế nên Tào Ngụy trực tiếp kế tục Đông Hán trong dòng thời gian lịch sử Trung Quốc.
  - Tây Tấn công nhận Tào Ngụy là triều đại chính thống trong giai đoạn Tam Quốc và tuyên bố kế tục triều đại này.
  - Triều Đường coi Tào Nguỵ là triều đại chính thống, trong khi học giả Nam Tống Chu Hi lại đề xuất nên coi Thục Hán mới là triều đại chính thống.[59][60]

- Đông Tấn và Ngũ Hồ thập lục quốc[61]
  - Đông Tấn tự xem mình là triều đại chính thống.
  - Một số nước trong nhóm Ngũ Hồ thập lục quốc như Hán Triệu, Hậu Triệu và Tiền Tần cũng tự tuyên bố mình là triều đại chính thống.

- Nam–Bắc triều[62]
  - Tất cả triều đại trong giai đoạn này đều coi mình là đại diện chính thống của Trung Quốc. Các triều đại phương bắc gọi các đối trọng phía nam của họ là "Đảo di" (島夷) trong khi ngược lại, các triều đại phương nam lại gọi các đối trọng phía bắc của họ là "Tác lỗ" (索虜).[63][64]

- Ngũ đại Thập quốc[65]
  - Trực tiếp kế tục triều Đường, Hậu Lương tự coi mình là triều đại chính thống.[65]
  - Hậu Đường tự coi mình là triều Đường tái sinh và bác bỏ tính chính thống của Hậu Lương.[65]
  - Hậu Tấn công nhận Hậu Đường là triều đại chính thống.[65]
  - Nam Đường, trong một khoảng thời gian, được coi là triều đại chính thống của giai đoạn Ngũ đại Thập quốc.[65]
  - Sử học hiện đại nói chung coi các triều đại thuộc nhóm Ngũ đại, trái với Thập quốc, là triều đại chính thống.[65][66]
- Triều Liêu, triều Tống và triều Kim[67]
  - Sau khi chinh phục Hậu Tấn, triều Liêu tuyên bố tính chính thống kế tục từ Hậu Tấn.[68]
  - Cả Nam Tống lẫn Bắc Tống đều tự coi mình là triều đại Trung Quốc chính thống.
  - Triều Kim thách thức tuyên bố chính thống của triều Tống.
  - Triều Nguyên kế tục công nhận cả ba triều đại, kể cả Tây Liêu, đều là các triều đại chính thống. Họ biên soạn một lúc ba bộ sử: Liêu sử, Tống sử và Kim sử.[69][70][71]
- Triều Minh và Bắc Nguyên[72]
  - Triều Minh công nhận triều Nguyên tiền nhiệm là một triều đại chính thống, nhưng cũng khẳng định rằng họ không tiếp nhận Thiên mệnh từ triều Nguyên, và do đó Bắc Nguyên không phải là triều đại chính thống.
  - Các nhà cai trị Bắc Nguyên vẫn duy trì quốc hiệu là "Đại Nguyên" và tiếp tục dùng tên tước hiệu Trung Quốc cho tới năm 1388 hoặc 1402. Các tước hiệu Trung quốc được khôi phục nhiều lần trong một khoảng thời gian ngắn.
  - Nhà sử học Mông Cổ Rashipunsug biện luận rằng Bắc Nguyên là triều đại kế thừa tính chính thống từ triều Nguyên. Sau này, triều Thanh đánh bại và sáp nhập Bắc Nguyên, tiếp tục kế thừa tính chính thống đó. Do vậy, triều Minh mới là triều đại phi chính thống.[73]
- Triều Thanh và Nam Minh[74]
  - Triều Thanh công nhận triều Minh tiền nhiệm là triều đại chính thống, nhưng khẳng định rằng họ đã giành lấy thiên mệnh từ triều Minh, do đó bác bỏ tính chính thống của Nam Minh.
  - Nam Minh vẫn tiếp tục tuyên bố mình là triều đại chính thống cho tới khi bị triều Thanh tiêu diệt.
  - Vương quốc Đông Ninh trung thành với triều Minh tố cáo triều Thanh là phi chính thống.
  - Triều Tiên ở Hàn Quốc và nhà Hậu Lê ở Việt Nam từng có lúc coi Nam Minh, thay vì triều Thanh, là triều đại chính thống.[75][76]
  - Mạc phủ Tokugawa Nhật Bản không công nhận tính chính thống của triều Thanh, thay vào đó tự nhận mình là đại diện chính thống của Hoa (華), tức Trung Hoa. Câu chuyện này đóng vai trò nền tảng trong các văn bản tiếng Nhật như Chūchō Jijitsu và Kai Hentai.[77][78][79]

Trong khi các giai đoạn chia cắt thường dẫn đến nhiều cuộc tranh luận sôi nổi giữa các quan chức và nhà sử học về việc những triều đại nào có thể và nên được coi là chính thống, chính khách Bắc Tống Âu Dương Tu lại cho rằng tính chính thống triều đại tồn tại ở một trạng thái lấp lửng trong các giai đoạn chia cắt, và chỉ được khôi phục sau khi có sự thống nhất chính trị. Từ góc độ này, triều Tống sở hữu tính chính thống nhờ đặt dấu chấm hết cho giai đoạn Ngũ đại Thập quốc, mặc dù không được kế thừa tính chính thống từ Hậu Chu. Tương tự, Âu Dương Tu coi ý niệm về tính chính thống đã rơi vào quên lãng trong các giai đoạn Tam Quốc, Ngũ Hồ thập lục quốc và Nam–Bắc triều.

Vì hầu hết các nguồn sử liệu Trung Quốc đề cao ý tưởng về sự kế tục triều đại đơn tuyến, nên chỉ có duy nhất một triều đại được coi là chính thống tại một thời điểm bất kỳ. Hầu hết nguồn hiện đại sắp xếp các triều đại chính thống kế tục nhau như sau: 
Triều Hạ → Triều Thương → Tây Chu → Đông Chu → Triều Tần → Tây Hán → Đông Hán → Tào Ngụy → Tây Tấn → Đông Tấn → Lưu Tống → Nam Tề → Triều Lương → Triều Trần → Triều Tùy → Triều Đường → Hậu Lương → Hậu Đường → Hậu Tấn → Hậu Hán → Hậu Chu → Bắc Tống → Nam Tống → Triều Nguyên → Triều Minh → Triều Thanh
Những tranh chấp về tính chính thống kể trên tương tự như những tuyên bố ganh đua hiện đại về tính chính thống của Cộng hòa Nhân dân Trung Hoa có thủ đô tại Bắc Kinh và Trung Hoa Dân Quốc có thủ đô tại Đài Bắc. Cả hai chế độ đều chính thức tuân thủ chính sách Một Trung Quốc và tự tuyên bố là đại diện chính thống duy nhất của toàn bộ Trung Quốc.

## Dòng phụ hệ
Có một vài triều đại được cai trị bởi các gia tộc có mối quan hệ phụ hệ, nhưng do nhiều lý do khác nhau, chúng được phân làm các triều đại riêng và được gán tên tiền tố khác biệt nhằm phục vụ mục đích lịch sử. Mặc cho các triều đại có chung nguồn gốc nhà cai trị thì những khác biệt về quốc hiệu và những thay đổi cơ bản trong hoạt động cai trị đã tạo ra yêu cầu cần phải phân biệt rõ tên triều đại.  
Ngoài ra, cũng có nhiều triều đại tự tuyên bố mình là hậu duệ của triều đại trước đó như một động thái chính trị có tính toán, nhằm đạt được hoặc nâng cao tính chính thống, ngay cả khi những tuyên bố đó là vô căn cứ.
Mối quan hệ phụ hệ giữa nhà cai trị của các triều đại Trung Quốc sau đây thường được các nhà sử học ghi nhận: 
- Đào Đường, Thương Ân và Nhà Chu
  - Đường Nghiêu là con trai thứ 3 của Đế Cốc
  - Tổ tiên của nhà Thương là Tử Tiết, con thứ 2 của Đế Cốc
  - Tổ tiên của nhà Chu là Hậu Tắc, con trưởng của Đế Cốc. Nhà Chu lại phân thành Tây Chu và Đông Chu[10][82]
  - Nhà sáng lập Đông Chu, Chu Bình vương, là con trai của nhà cai trị Tây Chu cuối cùng, Chu U vương.
- Nhà Ngu, nhà Hạ, Kinh Sở, Điền Tề, Nhà Tân, Đông Ngô, nước Tấn và nhà Tấn
  - Theo Sử ký Tư Mã Thiên thì Ngu Thuấn là hậu duệ 5 đời của Ngu Mạc, Ngu Mạc là con của Huyền Đế Chuyên Húc
  - Hạ Vũ là con Sùng Bá Cổn, Cổn là dòng dõi 4 đời của Huyền Đế Chuyên Húc, có sách chép Cồn là con của Đế Chuyên Húc
  - Tổ tiên của các vị quân chủ nước Sở là Quý Liên, cháu nội Ngô Hồi, Ngô Hồi và anh ruột là Trọng Lê là cháu nội của Xứng, Xứng là con của Huyền Đế Chuyên Húc
  - Chính quyền Điền Tề thời Chiến Quốc là dòng dõi Ngu Thuấn, đời Trần Hồ công Quy Mãn được nhà Chu phân phong chư hầu, sau đến đời con thứ Trần Lệ công là Điền Kính Trọng Quy Hoàn dời sang nước Tề làm đại phu, hậu duệ là Điền Tề Thái công thì cướp ngôi vua nước này mà tự lập, sang đời Tề Uy vương thì tiếm hiệu Chu thiên tử.
  - Nhà Tân là dòng dõi của Điền Tề, khi nhà Tần diệt vong, Hạng Vũ phân phong cho cháu nội Tề Kính Vương Điền Kiến là Điền An làm Tế Bắc Vương, đến lúc nhà Hán diệt Điền Tề thì con cháu Điền An đổi làm họ Vương, truyền đến Vương Mãng là 6 đời.
  - Theo Tam quốc chí thì Ngô Thủy Tổ Tôn Kiên là dòng dõi Tôn Vũ, Tôn Vũ lại là cháu nội của Điền Thư Tôn thị, con thứ Điền Hoàn tử, vị tông chủ thứ 5 của họ Điền nước Tề thời Xuân Thu
  - Tấn Vũ Vương Tư Mã Viêm thời Tào Ngụy cũng là hoàng đế khai quốc của nhà Tấn, Tấn Vũ Đế
  - Tổ tiên các vị vua nhà Tấn là Trọng Lê, Trọng Lê và em là Ngô Hồi là con của Xứng, đều là chắt Huyền Đế Chuyên Húc, nhà Tấn lại chia thành Đông Tấn và Tây Tấn.[83]
  - Nhà sáng lập Đông Tấn, Tấn Nguyên Đế, là chắt của người đặt nền móng cho nhà Tây Tấn, Tư Mã Ý; cháu trai của Lang Nha vương và con của Lang Nha Cung vương.
- Nước Triệu, nước Tần và nhà Tần
  - Con thứ Bá Ích là Nhược Mộc được Hạ Vũ phong làm vua nước Từ, hậu duệ Bá Ích là Phi Liêm sinh ra Ác Lai và Quý Thắng, Ác Lai là tổ tiên nước Tần còn Quý Thắng là tổ tiên nước Triệu.
  - Tần Thủy Hoàng Đế Doanh Chính là vua cuối cùng của nước Tần đồng thời là quân chủ đầu tiên của nhà Tần
- Nước Hán, Tây Hán, Hậu Tây Hán, Đông Hán, Thục Hán và Lưu Tống
  - Lưu Bang, quân chủ khai quốc nhà Tây Hán tự nhận mình là dòng dõi Đế Nghiêu, ông cũng là vị vua duy nhất của nước Hán thời Tây Sở. Tây Hán và Đông Hán được gọi chung là triều Hán.[84]
  - Giữa Tây Hán và Đông Hán còn có chính quyền Canh Thủy Đế của nhà Hậu Tây Hán là dòng dõi 6 đời của Hán Cảnh Đế, sau đó đến lượt Kiến Thế Đế lật đổ Canh Thủy Đế là dòng dõi đời thứ 10 của Tề Điệu Huệ Vương Lưu Phì, Lưu Phì là con trưởng Hán Cao Tổ.
  - Hoàng đế Đông Hán đầu tiên, Hán Quang Vũ Đế, là hậu duệ đời thứ chín của nhà sáng lập Tây Hán, Hán Cao Tổ; hậu duệ đời thứ bảy của hoàng đế Tây Hán thứ sáu, Hán Cảnh Đế.
  - Nhà sáng lập Thục Hán, Hán Chiêu Liệt Đế cũng là hậu duệ của Hán Cảnh Đế, về chi Trung Sơn Tĩnh vương
  - Tống thư  tuyên bố rằng nhà cai trị Lưu Tống đầu tiên, Lưu Tống Vũ Đế, là một hậu duệ dòng nam của em trai Hán Cao Tổ, Sở Nguyên vương.
- Nước Ngụy và Tào Ngụy
  - Ngụy Văn Vương Tào Phi thời Đông Hán cũng chính là Ngụy Văn Đế thời Tam Quốc.
- Thành và Hán
  - Nhà sáng lập nước Thành là Lý Hùng và nhà thành lập nước Hán Lý Thọ là anh em con chú con bác ruột
- Hồ Hán, Tiền Triệu và Hồ Hạ
  - Nhà sáng lập Hồ Hán, Hán Quang Văn Đế và nhà sáng lập Hồ Hạ, Hạ Vũ Liệt Đế, lần lượt là hậu duệ của Khương Cừ và Khứ Ti; theo Bắc sử, Khương Cừ và Khứ Ti là hai anh em.
  - Nhà sáng lập ra nhà Tiền Triệu là Lưu Diệu, cháu họ xa của Lưu Uyên
- Tiền Yên, Hậu Yên, Nam Yên và Tây Yên
  - Nhà sáng lập Hậu Yên, Yên Vũ Thành Đế, là con trai của nhà sáng lập Tiền Yên, Yên Văn Minh Đế.
  - Quân chủ đầu tiên của Nam Yên, Yên Hiến Vũ Đế, cũng là con trai của Yên Văn Minh Đế.
  - Tế Bắc Vương Mộ Dung Hoằng của nhà Tây Yên là con trai của Yên Cảnh Chiêu Đế nhà Tiền Yên
- Hậu Triệu và Hậu Tấn
  - Hậu Tấn Cao Tổ Thạch Kính Đường là hậu duệ của Hậu Triệu Cao Tổ Thạch Lặc
- Bắc Lương và Bắc Lương Cao Xương
  - Quân chủ đầu tiên của Bắc Lương Cao Xương Thư Cừ Vô Húy là em ruột vị vua cuối cùng của nhà Bắc Lương Thư Cừ Mục Kiền
- Vũ Văn bộ và Bắc Chu
  - Tổ tiên của các vị quân chủ nhà Bắc Chu là thủ lĩnh cuối cùng của Vũ Văn bộ, Vũ Văn Dật Đậu Quy
- Tây Lương và triều Đường
  - Nhà sáng lập triều Đường, Đường Cao Tổ, là hậu duệ đời thứ bảy của nhà sáng lập Tây Lương, Tây Lương Vũ Chiêu vương.
- Bắc Đại, Bắc Ngụy, Tây Ngụy, Đông Ngụy và Nam Lương
  - Hoàng đế đầu tiên nhà Bắc Ngụy, Bắc Ngụy Đạo Vũ Đế là cháu nội vị vua cuối cùng của nước Đại Thác Bạt Thập Dực Kiền
  - Nhà cai trị Đông Ngụy duy nhất, Đông Ngụy Hiếu Tĩnh Đế, là chắt của hoàng đế Bắc Ngụy thứ 7, Bắc Ngụy Hiếu Văn Đế.
  - Nhà sáng lập Tây Ngụy, Tây Ngụy Văn Đế, là cháu trai của Bắc Ngụy Hiếu Văn Đế.
  - Những vị quân chủ nước Nam Lương là hậu duệ của Thốc Phát Thất Cô, Thốc Phát Thất Cô là anh của Thác Bạt Lực Vi tổ tiên nhà Bắc Ngụy
- Nam Tề, Nam Lương và Tây Lương
  - Nhà sáng lập triều Lương, Lương Vũ Đế, là con trai của Tiêu Thuận Chi, anh em họ 4 đời với nhà sáng lập Nam Tề, Nam Tề Cao Đế.
  - Tây Lương Tuyên Đế là cháu nội của Lương Vũ Đế
- Tiền Tấn và Hậu Đường
  - Đường Trang Tông vừa là vua sáng lập nhà Hậu Đường vừa là quân chủ cuối cùng của nước Tiền Tấn, ông là con trai của vị quân chủ đầu tiên nước Tiền Tấn Lý Khắc Dụng
- Hậu Hán và Bắc Hán
  - Nhà cai trị Bắc Hán đầu tiên, Bắc Hán Thế Tổ, là em trai của nhà sáng lập Hậu Hán, Hậu Hán Cao Tổ.
- Triều Liêu, Tây Liêu và Bắc Liêu
  - Nhà sáng lập Tây Liêu, Liêu Đức Tông, là hậu duệ đời thứ tám của hoàng đế triều Liêu đầu tiên, Liêu Thái Tổ.
  - Liêu Tuyên Tông nhà Bắc Liêu là cháu nội của Liêu Hưng Tông
- Nam Tống và Bắc Tống
  - Nam Tống và Bắc Tống gọi chung là triều Tống.[85]
  - Nhà cai trị Nam Tống đầu tiên, Tống Cao Tông, là con trai hoàng đế Bắc Tống thứ tám, Tống Huy Tông; em trai của hoàng đế Bắc Tống cuối cùng, Tống Khâm Tông.
- Tiền Đại Lý và Hậu Đại Lý
  - Đại Lý Trung Tông Văn An Đế Đoàn Chính Thuần và em ruột vị quốc chủ cuối cùng của nhà Tiền Đại Lý, Bảo Định Đế Đoàn Chính Minh
- Định Nan tiết độ sứ và Tây Hạ
  - Từ đời Lý Tư Cung, Định Nan tiết độ sứ bắt đầu duy trì thế tập, Lý Nguyên Hạo vừa là Định Nan tiết độ sứ cuối cùng đồng thời là khai quốc chi quân của nhà Tây Hạ
- Đế quốc Mông Cổ, Triều Nguyên và Bắc Nguyên
  - Nguyên Thế Tổ, vị hoàng đế sáng lập ra nhà Nguyên là cháu nội Thành Cát Tư Hãn của đế quốc Mông Cổ
  - Nguyên Huệ Tông vừa là hoàng đế triều Nguyên cuối cùng vừa là nhà cai trị Bắc Nguyên đầu tiên.
- Triều Minh và Nam Minh
  - Nhà sáng lập Nam Minh, Hoằng Quang Đế, là cháu của hoàng đế triều Minh thứ 14, Vạn Lịch Đế.
- Hậu Kim và triều Thanh
  - Thanh Thái Tông vừa là đại hãn Hậu Kim cuối cùng vừa là hoàng đế triều Thanh đầu tiên.

## Phân loại

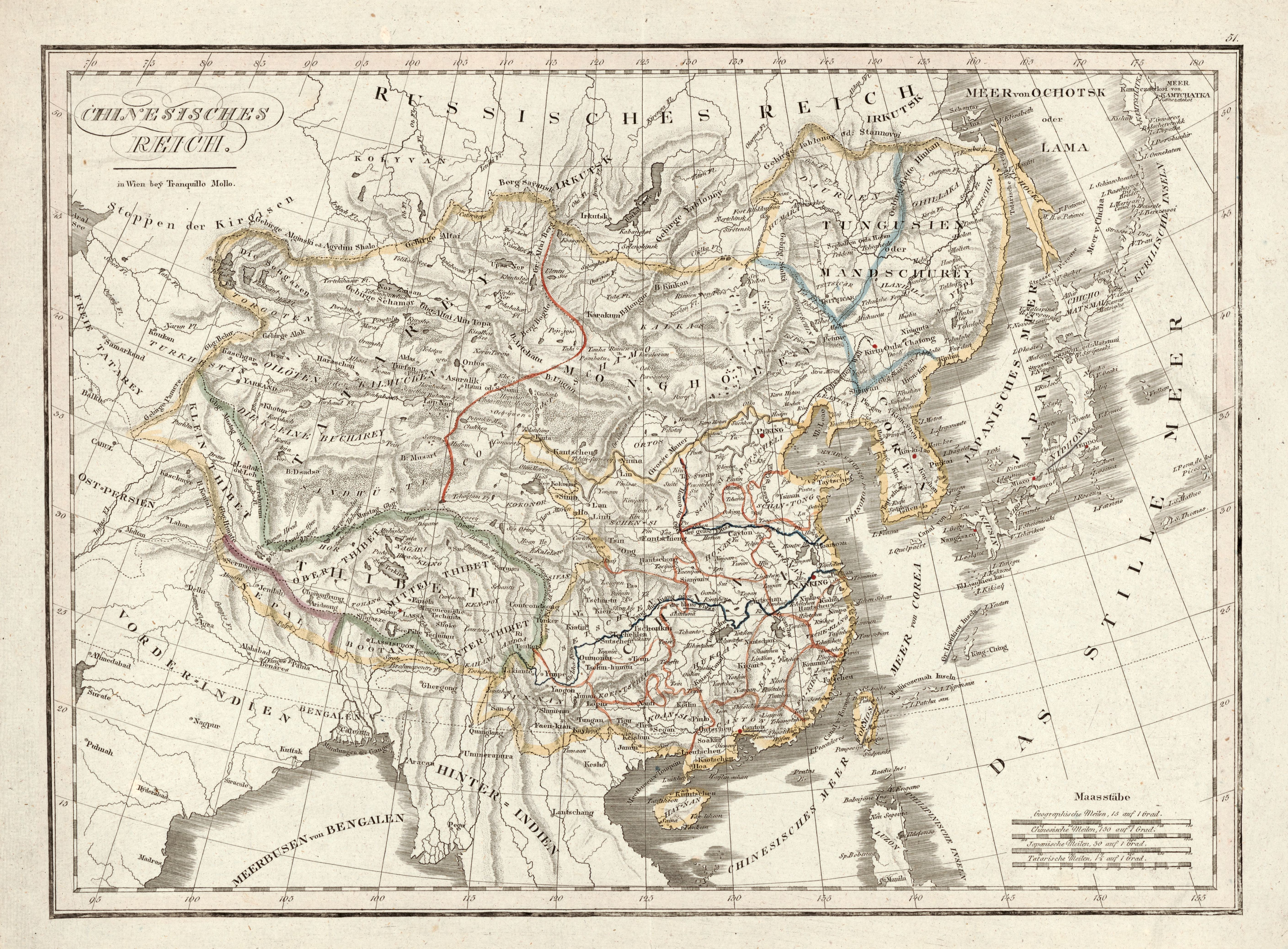
Một tấm bản đồ Đế quốc Trung Quốc trong giai đoạn Khang Càn thịnh thế của Đức. Triều Thanh đồng thời được coi là "triều đại Trung Nguyên", "triều đại thống nhất", và "triều đại chinh phục".

### Triều đại Trung Nguyên
Trung Nguyên là một khu vựng rộng lớn ở hạ lưu sông Hoàng Hà, nơi hình thành nên cái nôi của nền văn minh Trung Quốc. "Triều đại Trung Nguyên" (中原王朝) đề cập tới các triều đại Trung Quốc có kinh đô nằm trong khu vực Trung Nguyên. Thuật ngữ này đề cập tới cả các triều đại do dân tộc Hán lẫn các dân tộc phi Hán thành lập.

### Triều đại thống nhất
Triều đại thống nhất đề cập tới các triều đại Trung Quốc, bất kể nguồn gốc gia tộc cai trị, đã thống nhất Trung Quốc bản thổ thành công. "Trung Quốc bản thổ" là một khu vực thường được coi như vùng đất trung tâm truyền thống của người Hán, không tương đương với khái niệm "Trung Quốc". Hoàng triều nào thống nhất thành công Trung Quốc bản thổ thì sẽ được công nhận là một "Đế quốc Trung Quốc" hoặc "Trung Hoa đế quốc" (中華帝國).
Khái niệm "đại nhất thống" (大一統) được nhắc đến lần đầu trong một văn bản Trung Quốc cổ có tên Công Dương truyện, được cho là của học giả nước Tề Công Dương Cao. Những nhân vật nổi tiếng khác như Khổng Tử và Mạnh Tử cũng từng đề cập đến khái niệm này trong các tác phẩm riêng của họ.
Các nhà sử học thường công nhận các triều đại sau đây đã thống nhất được Trung Quốc bản thổ: triều Tần, triều Tây Hán, triều Tân, triều Đông Hán, triều Tây Tấn, triều Tùy, triều Đường, triều Võ Chu, triều Bắc Tống, triều Nguyên, triều Minh, và triều Thanh. Vị thế của Bắc Tống với tư cách một triều đại thống nhất vẫn đang là vấn đề gây tranh cãi khi một phần Yên Vân thập lục châu nằm dưới sự quản lý của triều Liêu đương thời, trong khi Tây Hạ kiểm soát một phần Hà Sáo; theo phân tích trên, rõ ràng, Bắc Tống chưa thực sự là một triều đại thống nhất toàn bộ Trung Quốc bản thổ.

### Triều đại chinh phục
"Triều đại chinh phục" (征服王朝) đề cập tới các triều đại Trung Quốc được thành lập bởi các gia tộc phi Hán cai trị một phần hoặc toàn bộ Trung Quốc bản thổ. Thuật ngữ này do nhà sử học kiêm Hán học Karl Agust Wittfogel đặt ra, và vẫn là một nguồn gây tranh cãi giữa các học giả, khi có người cho rằng lịch sử Trung Quốc nên được phân tích và hiểu rõ theo quan điểm đa sắc tộc và đa văn hóa. Bắc Ngụy và triều Thanh, lần lượt được thành lập bởi người Tiên Ti và người Mãn Châu, là hai triều đại chinh phục điển hình.

## Quy ước tên

### Tên chính thức
Theo thông lệ, khi mới thành lập triều đại, quân chủ Trung Quốc sẽ đặt cho đất nước của mình một cái tên chính thức, gọi là quốc hiệu (國號). Suốt thời kỳ cai trị của một triều đại, quốc hiệu sẽ là tên gọi chính thức của đất nước, được dùng trong nội bộ và trong công việc ngoại giao. 
Quốc hiệu thường được chọn theo những cách sau: 
- Tên của bộ lạc cai trị trong liên minh bộ lạc.[101][102]
  - ví dụ: Quốc hiệu Hạ bắt nguồn từ giai cấp cai trị, tức liên minh bộ lạc Hạ.[101]
- Tước hiệu quý tộc mà nhà sáng lập nắm giữ trước khi thành lập triều đại.[101][102]
  - ví dụ: Trần Vũ Đế chọn quốc hiệu là "Trần" lấy từ tước hiệu "Trần vương".[103]
- Tên của một nhà nước từng tồn tại, có cùng vị trí địa lý với triều đại mới.[102][104]
  - ví dụ: Tiền Yên có quốc hiệu là "Yên", dựa theo tên nước Yên thời Chu.[104]
- Tên của triều đại trước mà triều đại mới tuyên bố là hậu duệ hoặc là triều đại kế tục, ngay cả khi mối liên kết gia tộc không rõ ràng.[102]
  - ví dụ: Hậu Chu Thái Tổ đặt quốc hiệu là "Chu" khi tự nhận tổ tiên của mình là người thuộc hoàng tộc triều Chu.[105]
- Một từ ngữ mang ý nghĩa tốt lành hoặc quan trọng.[101][102]
  - ví dụ: quốc hiệu chính thức của triều Nguyên là "Đại Nguyên", có nguồn gốc từ một mệnh đề trong Kinh Dịch, "đại tai càn nguyên" (大哉乾元).[106]
- Đặt theo sản vật địa phương.
  - ví dụ: Quốc hiệu Kim có nghĩa là Vàng, tên một thứ kim loại

Có những trường hợp mà quốc hiệu bị thay đổi giữa thời gian cai trị của một triều đại. Ví dụ, Bắc Ngụy ban đầu có quốc hiệu là "Đại", nhưng chỉ ít lâu thì đổi thành Ngụy...hoặc Nam Hán ban đầu có quốc hiệu là "Việt", về sau lại đổi thành "Hán".
Quốc hiệu của một vài triều đại còn có thêm chữ "đại" (大). Trong Dũng tràng tiểu phẩm của nhà sử học thời Minh Chu Quốc Trinh, người ta cho rằng triều đại đầu tiên đưa từ "đại" vào quốc hiệu là triều Nguyên. Tuy nhiên, theo một số nguồn như Liêu sử hay Kim sử do nhà sử học thời Nguyên Thoát Thoát biên soạn, một vài triều đại trước đó – như triều Liêu và triều Kim – cũng đã sử dụng quốc hiệu có chữ "đại". Kể cả khi quốc hiệu mà một triều đại Trung Quốc sử dụng không có chữ "đại", quan chức và thần dân ở những quốc gia triều cống vẫn gọi kèm thêm chữ "đại", như một cách để thể hiện sự tôn trọng. Ví dụ, Nhật Bản thư kỷ (大唐) gọi Trung Quốc thời Đường là "Đại Đường", mặc dù quốc hiệu chính thức mà triều Đường sử dụng chỉ đơn giản là "Đường".  
Trong khi tất cả triều đại Trung Quốc đều tìm cách liên kết đất nước của họ với từ "Trung Quốc" (中國), không có bất cứ chế độ nào chính thức sử dụng từ này làm quốc hiệu. Triều Thanh từng xác định rõ ràng tên đất nước mà họ đang cai trị là "Trung Quốc" trong nhiều hiệp ước quốc tể kể từ Điều ước Ni Bố Sở năm 1689, nhưng vẫn giữ quốc hiệu là "Đại Thanh".
Việc chọn quốc hiệu cũng như tầm quan trọng của nó, được truyền bá rộng rãi khắp Vùng văn hóa Đông Á. Đáng chú ý, các nhà cai trị tại Việt Nam và Triều Tiên cũng xưng quốc hiệu riêng cho đất nước của họ.

### Tên tiền tố
Trong ngành sử học Trung Quốc, các nhà sử học thường không gọi trực tiếp tên triều đại bằng quốc hiệu của chúng. Thay vào đó, tên triều đại mang tính lịch sử, thường có gốc gác từ quốc hiệu, mới được sử dụng thường xuyên. Ví dụ, triều Tùy có quốc hiệu cũng là Tùy nhưng triều Kim lại có quốc hiệu là "Đại Kim". 
Khi có nhiều hơn một chế độ có cùng quốc hiệu, các nhà sử học sử dụng tên tiền tố để phân biệt. Các loại tiền tố thường được sử dụng bao gồm: 
- Phương hướng địa lý
  - "Bắc" (北): ví dụ: Bắc Tề, Bắc Nguyên
  - "Nam" (南): ví dụ: Nam Yên, Nam Đường
  - "Đông" (東): ví dụ: Đông Tấn, Đông Ngụy
  - "Tây" (西): ví dụ: Tây Lương, Tây Liêu
- Tính trước–sau
  - "Tiền" (前): ví dụ: Tiền Tần, Tiền Thục
  - "Hậu" (後): ví dụ: Hậu Triệu, Hậu Hán
- Tên dòng họ cai trị
  - ví dụ: Võ Chu, Mã Sở
- Tên gộp của 2 quốc hiệu
  - ví dụ: Thành Hán (trước quốc hiệu là Thành, sau đổi lại là Hán), Hán Triệu (trước quốc hiệu là Hán, sau đổi lại là Triệu)
- Khác 
  - ví dụ: Thục Hán (tiền tố "Thục" ám chỉ một vị trí địa lý tại Tứ Xuyên), Hồ Hạ (tiền tố "Hồ" mang nghĩa là "rợ", ý chỉ gốc gác Hung Nô của nhà sáng lập triều đại).

Một triều đại có thể được gọi với nhiều hơn một tên tiền tố có mức độ phổ biến khác nhau. Ví dụ, Tây Hán thỉnh thoảng được gọi là "Tiền Hán", và Dương Ngô thỉnh thoảng được gọi là "Nam Ngô". Một số trường hợp các sử gia có gọi triều đại trước nhưng không gọi triều đại sau và ngược lại chưa rõ vì lý do gì, ví như Nhà Lương của Tiêu Diễn được chép là Nam Lương mà không nói là Tiền Lương mặc dù sau đó có Hậu Lương thời Ngũ Đại còn Hậu Lương thời Ngũ Đại thì không ghi là Bắc Lương mặc dù cương vực nó  hoàn toàn ở phía Bắc, hay như Hậu Đường đáng lẽ phải là Bắc Đường vì đối lập với Nam Đường cùng thời kiểu như Nam Tề và Bắc Tề thời trước nhưng Nam Đường lại tuyên bố nối tiếp Hậu Đường thành ra đã có hậu rồi không thể lại hậu nữa mà sẽ phân biệt theo phương hướng.
Các học giả thường xây dựng một đường phân chia lịch sử dành cho những triều đại mà quyền lực cai trị bị gián đoạn. Ví dụ, triều Tống được phân thành Bắc Tống và Nam Tống, với Sự kiện Tĩnh Khang là ranh giới; "triều Tống" nguyên thủy do Tống Thái Tổ thành lập, phân biệt với "triều Tống" tái sinh thời Tống Cao Tông. Trong những trường hợp tương tự, tức là triều đại đã sụp đổ chỉ được tái thành lập, thì cần phải có sự phân biệt tên gọi giữa triều đại nguyên thủy và triều đại tái thành lập để phục vụ mục đích sử học. Có ba trường hợp ngoại lệ là nhà Hạ, Tây Tần và triều Đường, lần lượt bị gián đoạn bởi  Hậu Nghệ Hàn Trác (vô vương chi thế), Hậu Tần và Võ Chu.

## Phạm vi lãnh thổ

Lãnh thổ ước đoán do các triều đại và nhà nước Trung Quốc khác nhau kiểm soát trong suốt chiều dài lịch sử, biểu diễn kèm với đường biên giới Trung Quốc ngày nay.

Trong khi những triều đại Trung Quốc chính thống đầu tiên chỉ được thành lập dọc theo sông Hoàng Hà và sông Dương Tử, nhiều triều đại kế tiếp đã tích cực tiến hành bành trướng lãnh thổ.
Ở nhiều thời điểm khác nhau, các triều đại Trung Quốc kiểm soát Trung Quốc bản thổ (bao gồm Hải Nam, Ma Cao và Hồng Kông), Đài Loan, Mãn Châu (cả Nội Mãn lẫn Ngoại Mãn), Sakhalin, Mông Cổ (cả Nội Mông lẫn Ngoại Mông), Việt Nam, Tây Tạng, Tân Cương, các vùng đất thuộc Trung Á, Bán đảo Triều Tiên, Afghanistan và Siberia.
Triều đại Trung Quốc có diện tích lãnh thổ lớn nhất là triều Nguyên hoặc triều Thanh, tùy theo nguồn tư liệu lịch sử. Sự thiếu minh bạch này chủ yếu là do đường biên giới phía bắc không rõ ràng của triều Nguyên: một số nguồn mô tả nó nằm ngay phía bắc bờ bắc hồ Baikal, số khác lại cho là nó phải kéo dài tới tận bờ biển Bắc Băng Dương. Ngược lại, biên giới triều Thanh đã được phân định và củng cố thông qua một loạt hiệp ước quốc tế, và do đó được xác định một cách rõ ràng hơn hẳn. 
Ngoài việc kiểm soát trực tiếp phần lãnh thổ Trung Quốc, các triều đại Trung Quốc khác nhau còn duy trì quyền bá chủ đối với các quốc gia hay bộ lạc khác, thông qua một hệ thống triều cống. Hệ thống triều cống Trung Quốc tồn tại từ thời Tây Hán cho tới tận thế kỷ 19, khi Chủ nghĩa Trung Quốc trung tâm sụp đổ.
Các yêu sách lãnh thổ hiện tại mà cả Cộng hòa Nhân dân Trung Hoa và Trung Hoa Dân Quốc tuyên bố, đều dựa trên những phần lãnh thổ nằm dưới quyền kiểm soát của triều Thanh ngay trước thời điểm sụp đổ.

## Danh sách triều đại Trung Quốc chính
Danh sách này chỉ bao gồm các triều đại Trung Quốc chính thường được tìm thấy trong các dòng thời gian lịch sử Trung Quốc đơn giản hóa. Nó không toàn diện và không đại diện cho lịch sử Trung Quốc nói chung.
|                                                                         | Triều đại                                                           | Triều đại                                            | Gia tộc cai trị                     | Gia tộc cai trị | Gia tộc cai trị                                                           | Thời gian cai trị | Thời gian cai trị | Nhà cai trị                         | Nhà cai trị                                  | Nhà cai trị  |
| Tên (Tiếng Việt / Tiếng Trung / Bính âm / Wade–Giles / Chú âm phù hiệu) | Nguồn gốc tên                                                       | Họ (Tiếng Việt / Tiếng Trung)                        | Dân tộc                             | Vị thế          | Năm                                                                       | Tổng thời gian    | Nhà sáng lập      | Quân chủ cuối cùng                  | Danh sách                                    |              |
| Bán huyền sử                                                            | Bán huyền sử                                                        | Bán huyền sử                                         | Bán huyền sử                        | Bán huyền sử    | Bán huyền sử                                                              | Bán huyền sử      | Bán huyền sử      | Bán huyền sử                        | Bán huyền sử                                 | Bán huyền sử |
| ----------------------------------------------------------------------- | ------------------------------------------------------------------- | ---------------------------------------------------- | ----------------------------------- | --------------- | ------------------------------------------------------------------------- | ----------------- | ----------------- | ----------------------------------- | -------------------------------------------- | ------------ |
|                                                                         | Triều Hạ夏朝 Xià Cháo Hsia4 Ch῾ao2 ㄒㄧㄚˋ ㄔㄠˊ                    | Tên bộ lạc                                           | Tự 姒                               | Hoa Hạ          | Hoàng gia                                                                 | 2070–1600 TCN     | 470 năm           | Đại Vũ                              | Hạ Kiệt                                      | (danh sách)  |
| Cổ đại                                                                  |                                                                     |                                                      |                                     |                 |                                                                           |                   |                   |                                     |                                              |              |
|                                                                         | Triều Thương商朝 Shāng Cháo Shang1 Ch῾ao2 ㄕㄤ ㄔㄠˊ                | Tên địa danh                                         | Tử 子                               | Hoa Hạ          | Hoàng gia                                                                 | 1600–1046 TCN     | 554 năm           | Thành Thang                         | Đế Tân                                       | (danh sách)  |
|                                                                         | Tây Chu西周 Xī Zhōu Hsi1 Chou1 ㄒㄧ ㄓㄡ                            | Tên địa danh                                         | Cơ 姬                               | Hoa Hạ          | Hoàng gia                                                                 | 1046–771 TCN      | 275 năm           | Chu Vũ vương                        | Chu U vương                                  | (danh sách)  |
|                                                                         | Đông Chu東周 Dōng Zhōu Tung1 Chou1 ㄉㄨㄥ ㄓㄡ                      | Từ triều Chu                                         | Cơ 姬                               | Hoa Hạ          | Hoàng gia                                                                 | 770–256 TCN       | 514 năm           | Chu Bình vương                      | Chu Noãn vương                               | (danh sách)  |
| Tiền kỳ đế quốc                                                         |                                                                     |                                                      |                                     |                 |                                                                           |                   |                   |                                     |                                              |              |
|                                                                         | Triều Tần秦朝 Qín Cháo Ch῾in2 Ch῾ao2 ㄑㄧㄣˊ ㄔㄠˊ                  | Tên địa danh                                         | Doanh 嬴                            | Hoa Hạ          | Đế quốc (221–207 TCN) Hoàng gia (207 TCN)                                 | 221–207 TCN       | 14 năm            | Tần Thủy Hoàng                      | Tần Tử Anh                                   | (danh sách)  |
|                                                                         | Tây Hán西漢 Xī Hàn Hsi1 Han4 ㄒㄧ ㄏㄢˋ                             | Tên địa danh & Tước hiệu                             | Lưu 劉                              | Hán             | Đế quốc                                                                   | 202 TCN– 9        | 211 năm           | Hán Cao Tổ                          | Nhũ Tử Anh                                   | (danh sách)  |
|                                                                         | Triều Tân新朝 Xīn Cháo Hsin1 Ch῾ao2 ㄒㄧㄣ ㄔㄠˊ                    | "Mới"                                                | Vương 王                            | Hán             | Đế quốc                                                                   | 9–23              | 14 năm            | Vương Mãng                          | Vương Mãng                                   | (danh sách)  |
|                                                                         | Đông Hán東漢 Dōng Hàn Tung1 Han4 ㄉㄨㄥ ㄏㄢˋ                       | Từ triều Hán                                         | Lưu 劉                              | Hán             | Đế quốc                                                                   | 25–220            | 195 năm           | Hán Quang Vũ Đế                     | Hán Hiến Đế                                  | (danh sách)  |
|                                                                         | Tam quốc 三國 Sān Guó San1 Kuo2 ㄙㄢ ㄍㄨㄛˊ                        |                                                      |                                     |                 |                                                                           | 220–280           | 60 năm            |                                     |                                              | (danh sách)  |
|                                                                         | Tào Ngụy曹魏 Cáo Wèi Ts῾ao2 Wei4 ㄘㄠˊ ㄨㄟˋ                        | Tước hiệu                                            | Tào 曹                              | Hán             | Đế quốc                                                                   | 220–266           | 46 năm            | Ngụy Văn Đế                         | Tào Ngụy Nguyên Đế                           | (danh sách)  |
|                                                                         | Thục Hán蜀漢 Shǔ Hàn Shu3 Han4 ㄕㄨˇ ㄏㄢˋ                          | Từ triều Hán                                         | Lưu 劉                              | Hán             | Đế quốc                                                                   | 221–263           | 42 năm            | Hán Chiêu Liệt Đế                   | Hiếu Hoài Đế                                 | (danh sách)  |
|                                                                         | Đông Ngô東吳 Dōng Wú Tung1 Wu2 ㄉㄨㄥ ㄨˊ                           | Tước hiệu                                            | Tôn 孫                              | Hán             | Hoàng gia (222–229) Đế quốc (229–280)                                     | 222–280           | 58 năm            | Ngô Đại Đế                          | Ngô Mạt Đế                                   | (danh sách)  |
|                                                                         | Tây Tấn西晉 Xī Jìn Hsi1 Chin4 ㄒㄧ ㄐㄧㄣˋ                          | Tước hiệu                                            | Tư Mã 司馬                          | Hán             | Đế quốc                                                                   | 266–316           | 50 năm            | Tấn Vũ Đế                           | Tấn Mẫn Đế                                   | (danh sách)  |
|                                                                         | Đông Tấn東晉 Dōng Jìn Tung1 Chin4 ㄉㄨㄥ ㄐㄧㄣˋ                    | Từ triều Tấn (266–420)                               | Tư Mã 司馬                          | Hán             | Đế quốc                                                                   | 317–420           | 103 năm           | Tấn Nguyên Đế                       | Tấn Cung Đế                                  | (danh sách)  |
|                                                                         | Thập lục quốc 十六國 Shíliù Guó Shih2-liu4 Kuo2 ㄕˊ ㄌㄧㄡˋ ㄍㄨㄛˊ |                                                      |                                     |                 |                                                                           | 304–439           | 135 năm           |                                     |                                              | (danh sách)  |
|                                                                         | Hán Triệu漢趙 Hàn Zhào Han4 Chao4 ㄏㄢˋ ㄓㄠˋ                       | Tên địa danh & Từ triều Hán                          | Lưu 劉                              | Hung Nô         | Hoàng gia (304–308) Đế quốc (308–329)                                     | 304–329           | 25 năm            | Hán Quang Văn Đế                    | Lưu Hi                                       | (danh sách)  |
|                                                                         | Thành Hán成漢 Chéng Hàn Ch῾eng2 Han4 ㄔㄥˊ ㄏㄢˋ                    | Tên địa danh & Từ triều Hán                          | Lý 李                               | Đê              | Phiên vương quốc (304–306) Đế quốc (306–347)                              | 304–347           | 43 năm            | Thành Hán Vũ Đế                     | Lý Thế                                       | (danh sách)  |
|                                                                         | Hậu Triệu後趙 Hòu Zhào Hou4 Chao4 ㄏㄡˋ ㄓㄠˋ                       | Tước hiệu                                            | Thạch 石                            | Yết             | Hoàng gia (319–330) Đế quốc (330–351) Phiên vương quốc (351)              | 319–351           | 32 năm            | Triệu Minh Đế                       | Thạch Chi                                    | (danh sách)  |
|                                                                         | Tiền Lương前涼 Qián Liáng Ch῾ien2 Liang2 ㄑㄧㄢˊ ㄌㄧㄤˊ            | Tên địa danh                                         | Trương 張                           | Hán             | Phiên vương quốc (320–354, 355–363) Đế quốc (354–355) Công tước (363–376) | 320–376           | 56 năm            | Tiền Lương Thành Liệt vương         | Lương Điệu công                              | (danh sách)  |
|                                                                         | Tiền Yên前燕 Qián Yān Ch῾ien2 Yen1 ㄑㄧㄢˊ ㄧㄢ                     | Tên địa danh                                         | Mộ Dung 慕容                        | Tiên Ti         | Phiên vương quốc (337–353) Đế quốc (353–370)                              | 337–370           | 33 năm            | Yên Văn Minh Đế                     | Yên U Đế                                     | (danh sách)  |
|                                                                         | Tiền Tần前秦 Qián Qín Ch῾ien2 Ch῾in2 ㄑㄧㄢˊ ㄑㄧㄣˊ                | Tên địa danh                                         | Phù 苻                              | Đê              | Đế quốc                                                                   | 351–394           | 43 năm            | Tần Cảnh Minh Đế                    | Phù Sùng                                     | (danh sách)  |
|                                                                         | Hậu Yên後燕 Hòu Yān Hou4 Yen1 ㄏㄡˋ ㄧㄢ                            | Từ Tiền Yên                                          | Mộ Dung 慕容                        | Tiên Ti         | Phiên vương quốc (384–386) Đế quốc (386–409)                              | 384–409           | 25 năm            | Yên Vũ Thành Đế                     | Yên Chiêu Văn Đế Yên Huệ Đế                  | (danh sách)  |
|                                                                         | Hậu Tần後秦 Hòu Qín Hou4 Ch῾in2 ㄏㄡˋ ㄑㄧㄣˊ                       | Tên địa danh                                         | Diêu 姚                             | Khương          | Hoàng gia (384–386) Đế quốc (386–417)                                     | 384–417           | 33 năm            | Tần Vũ Chiêu Đế                     | Diêu Hoằng                                   | (danh sách)  |
|                                                                         | Tây Tần西秦 Xī Qín Hsi1 Ch῾in2 ㄒㄧ ㄑㄧㄣˊ                         | Tên địa danh                                         | Khuất Phục 乞伏                     | Tiên Ti         | Phiên vương quốc                                                          | 385–400, 409–431  | 37 năm            | Tây Tần Liệt Tổ                     | Khuất Phục Mộ Mạt                            | (danh sách)  |
|                                                                         | Hậu Lương後涼 Hòu Liáng Hou4 Liang2 ㄏㄡˋ ㄌㄧㄤˊ                   | Tên địa danh                                         | Lã 呂                               | Đê              | Công tước (386–389) Phiên vương quốc (389–396) Đế quốc (396–403)          | 386–403           | 17 năm            | Hậu Lương Ý Vũ Đế                   | Lã Long                                      | (danh sách)  |
|                                                                         | Nam Lương南涼 Nán Liáng Nan2 Liang2 ㄋㄢˊ ㄌㄧㄤˊ                   | Tên địa danh                                         | Thốc Phát 禿髮                      | Tiên Ti         | Phiên vương quốc                                                          | 397–414           | 17 năm            | Vũ Uy Vũ vương                      | Lương Cảnh vương                             | (danh sách)  |
|                                                                         | Bắc Lương北涼 Běi Liáng Pei3 Liang2 ㄅㄟˇ ㄌㄧㄤˊ                   | Tên địa danh                                         | Thư Cừ 沮渠                         | Hung Nô         | Công tước (397–399, 401–412) Phiên vương quốc (399–401, 412–439)          | 397–439           | 42 năm            | Bắc Lương Vũ Tuyên vương            | Hà Tây Ai vương                              | (danh sách)  |
|                                                                         | Nam Yên南燕 Nán Yān Nan2 Yen1 ㄋㄢˊ ㄧㄢ                            | Từ Hậu Yên                                           | Mộ Dung 慕容                        | Tiên Ti         | Phiên vương quốc (398–400) Đế quốc (400–410)                              | 398–410           | 12 năm            | Yên Hiến Vũ Đế                      | Mộ Dung Siêu                                 | (danh sách)  |
|                                                                         | Tây Lương西涼 Xī Liáng Hsi1 Liang2 ㄒㄧ ㄌㄧㄤˊ                     | Tên địa danh                                         | Lý 李                               | Hán             | Công tước                                                                 | 400–421           | 21 năm            | Tây Lương Vũ Chiêu vương            | Lý Tuân                                      | (danh sách)  |
|                                                                         | Hồ Hạ胡夏 Hú Xià Hu2 Hsia4 ㄏㄨˊ ㄒㄧㄚˋ                            | Từ triều Hạ                                          | Hách Liên 赫連                      | Hung Nô         | Đế quốc                                                                   | 407–431           | 24 năm            | Hạ Vũ Liệt Đế                       | Hách Liên Định                               | (danh sách)  |
|                                                                         | Bắc Yên北燕 Běi Yān Pei3 Yen1 ㄅㄟˇ ㄧㄢ                            | Từ Tiền Yên                                          | Phùng 馮                            | Hán             | Đế quốc                                                                   | 407–436           | 29 năm            | Bắc Yên Huệ Đế Bắc Yên Văn Thành Đế | Bắc Yên Chiêu Thành Đế                       | (danh sách)  |
|                                                                         | Bắc triều 北朝 Běi Cháo Pei3 Ch῾ao2 ㄅㄟˇ ㄔㄠˊ                     |                                                      |                                     |                 |                                                                           | 386–581           | 195 năm           |                                     |                                              | (danh sách)  |
|                                                                         | Bắc Ngụy北魏 Běi Wèi Pei3 Wei4 ㄅㄟˇ ㄨㄟˋ                          | Tên địa danh                                         | Thác Bạt 拓跋                       | Tiên Ti         | Phiên vương quốc (386–399) Đế quốc (399–535)                              | 386–535           | 149 năm           | Bắc Ngụy Đạo Vũ Đế                  | Bắc Ngụy Hiếu Vũ Đế                          | (danh sách)  |
|                                                                         | Đông Ngụy東魏 Dōng Wèi Tung1 Wei4 ㄉㄨㄥ ㄨㄟˋ                      | Từ Bắc Ngụy                                          | Nguyên 元                           | Tiên Ti         | Đế quốc                                                                   | 534–550           | 16 năm            | Đông Ngụy Hiếu Tĩnh Đế              | Đông Ngụy Hiếu Tĩnh Đế                       | (danh sách)  |
|                                                                         | Tây Ngụy西魏 Xī Wèi Hsi1 Wei4 ㄒㄧ ㄨㄟˋ                            | Từ Bắc Ngụy                                          | Nguyên 元                           | Tiên Ti         | Đế quốc                                                                   | 535–557           | 22 năm            | Tây Ngụy Văn Đế                     | Tây Ngụy Cung Đế                             | (danh sách)  |
|                                                                         | Bắc Tề北齊 Běi Qí Pei3 Ch῾i2 ㄅㄟˇ ㄑㄧˊ                            | Tước hiệu                                            | Cao 高                              | Hán             | Đế quốc                                                                   | 550–577           | 27 năm            | Bắc Tề Văn Tuyên Đế                 | Cao Hằng                                     | (danh sách)  |
|                                                                         | Bắc Chu北周 Běi Zhōu Pei3 Chou1 ㄅㄟˇ ㄓㄡ                          | Tước hiệu                                            | Vũ Văn 宇文                         | Tiên Ti         | Đế quốc                                                                   | 557–581           | 24 năm            | Bắc Chu Hiếu Mẫn Đế                 | Bắc Chu Tĩnh Đế                              | (danh sách)  |
|                                                                         | Nam triều 南朝 Nán Cháo Nan2 Ch῾ao2 ㄋㄢˊ ㄔㄠˊ                     |                                                      |                                     |                 |                                                                           | 420–589           | 169 năm           |                                     |                                              | (danh sách)  |
|                                                                         | Lưu Tống劉宋 Liú Sòng Liu2 Sung4 ㄌㄧㄡˊ ㄙㄨㄥˋ                    | Tước hiệu                                            | Lưu 劉                              | Hán             | Đế quốc                                                                   | 420–479           | 59 năm            | Lưu Tống Vũ Đế                      | Lưu Tống Thuận Đế                            | (danh sách)  |
|                                                                         | Nam Tề南齊 Nán Qí Nan2 Ch῾i2 ㄋㄢˊ ㄑㄧˊ                            | Lời tiên tri về gia tộc sẽ đánh bại gia tộc họ Lưu   | Tiêu 蕭                             | Hán             | Đế quốc                                                                   | 479–502           | 23 năm            | Nam Tề Cao Đế                       | Nam Tề Hòa Đế                                | (danh sách)  |
|                                                                         | Triều Lương梁朝 Liáng Cháo Liang2 Ch῾ao2 ㄌㄧㄤˊ ㄔㄠˊ              | Tên địa danh                                         | Tiêu 蕭                             | Hán             | Đế quốc                                                                   | 502–557           | 55 năm            | Luơng Vũ Đế                         | Lương Kính Đế                                | (danh sách)  |
|                                                                         | Triều Trần陳朝 Chén Cháo Ch῾en2 Ch῾ao2 ㄔㄣˊ ㄔㄠˊ                  | Tước hiệu                                            | Trần 陳                             | Hán             | Đế quốc                                                                   | 557–589           | 32 năm            | Trần Vũ Đế                          | Trần Thúc Bảo                                | (danh sách)  |
| Trung kỳ đế quốc                                                        |                                                                     |                                                      |                                     |                 |                                                                           |                   |                   |                                     |                                              |              |
|                                                                         | Triều Tùy隋朝 Suí Cháo Sui2 Ch῾ao2 ㄙㄨㄟˊ ㄔㄠˊ                    | Tước hiệu ("随" đồng âm)                             | Dương 楊                            | Hán             | Đế quốc                                                                   | 581–619           | 38 năm            | Tùy Văn Đế                          | Tùy Cung Đế                                  | (danh sách)  |
|                                                                         | Triều Đường唐朝 Táng Cháo T῾ang2 Ch῾ao2 ㄊㄤˊ ㄔㄠˊ                 | Tước hiệu                                            | Lý 李                               | Hán             | Đế quốc                                                                   | 618–690, 705–907  | 274 năm           | Đường Cao Tổ                        | Đường Ai Đế                                  | (danh sách)  |
|                                                                         | Võ Chu武周 Wǔ Zhōu Wu3 Chou1 ㄨˇ ㄓㄡ                               | Từ triều Chu                                         | Võ 武                               | Hán             | Đế quốc                                                                   | 690–705           | 15 năm            | Võ Tắc Thiên                        | Võ Tắc Thiên                                 | (danh sách)  |
|                                                                         | Ngũ đại 五代 Wǔ Dài Wu3 Tai4 ㄨˇ ㄉㄞˋ                              |                                                      |                                     |                 |                                                                           | 907–960           | 53 năm            |                                     |                                              | (danh sách)  |
|                                                                         | Hậu Lương後梁 Hòu Liáng Hou4 Liang2 ㄏㄡˋ ㄌㄧㄤˊ                   | Tước hiệu                                            | Chu 朱                              | Hán             | Đế quốc                                                                   | 907–923           | 16 năm            | Hậu Lương Thái Tổ                   | Chu Hữu Trinh                                | (danh sách)  |
|                                                                         | Hậu Đường後唐 Hòu Táng Hou4 T῾ang2 ㄏㄡˋ ㄊㄤˊ                      | From Tang dynasty                                    | Lý 李                               | Sa Đà           | Đế quốc                                                                   | 923–937           | 14 năm            | Hậu Đường Trang Tông                | Lý Tùng Kha                                  | (danh sách)  |
|                                                                         | Hậu Tấn後晉 Hòu Jìn Hou4 Chin4 ㄏㄡˋ ㄐㄧㄣˋ                        | Tên địa danh                                         | Thạch 石                            | Sa Đà           | Đế quốc                                                                   | 936–947           | 11 năm            | Hậu Tấn Cao Tổ                      | Hậu Tấn Xuất Đế                              | (danh sách)  |
|                                                                         | Hậu Hán後漢 Hòu Hàn Hou4 Han4 ㄏㄡˋ ㄏㄢˋ                           | Từ triều Hán                                         | Lưu 劉                              | Sa Đà           | Đế quốc                                                                   | 947–951           | 4 năm             | Hậu Hán Cao Tổ                      | Hậu Hán Ẩn Đế                                | (danh sách)  |
|                                                                         | Hậu Chu後周 Hòu Zhōu Hou4 Chou1 ㄏㄡˋ ㄓㄡ                          | Từ triều Chu                                         | Quách 郭                            | Hán             | Đế quốc                                                                   | 951–960           | 9 năm             | Hậu Chu Thái Tổ                     | Hậu Chu Cung Đế                              | (danh sách)  |
|                                                                         | Thập quốc 十國 Shí Guó Shih2 Kuo2 ㄕˊ ㄍㄨㄛˊ                       |                                                      |                                     |                 |                                                                           | 907–979           | 62 năm            |                                     |                                              | (danh sách)  |
|                                                                         | Tiền Thục前蜀 Qián Shǔ Ch῾ien2 Shu3 ㄑㄧㄢˊ ㄕㄨˇ                   | Tên địa danh / Tước hiệu                             | Vương 王                            | Hán             | Đế quốc                                                                   | 907–925           | 18 năm            | Tiền Thục Cao Tổ                    | Vương Diễn                                   | (danh sách)  |
|                                                                         | Dương Ngô楊吳 Yáng Wú Yang2 Wu2 ㄧㄤˊ ㄨˊ                           | Tên địa danh                                         | Dương 楊                            | Hán             | Phiên vương quốc (907–919) Hoàng gia (919–927) Đế quốc (927–937)          | 907–937           | 30 năm            | Dương Ngô Liệt Tổ                   | Dương Phổ                                    | (danh sách)  |
|                                                                         | Mã Sở馬楚 Mǎ Chǔ Ma3 Ch῾u3 ㄇㄚˇ ㄔㄨˇ                              | Tên địa danh                                         | Mã 馬                               | Hán             | Hoàng gia (907–930) Phiên vương quốc (930–951)                            | 907–951           | 44 năm            | Sở Vũ Mục vương                     | Mã Hy Sùng                                   | (danh sách)  |
|                                                                         | Ngô Việt吳越 Wúyuè Wu2-yüeh4 ㄨˊ ㄩㄝˋ                              | Tên địa danh                                         | Tiền 錢                             | Hán             | Hoàng gia (907–932, 937–978) Phiên vương quốc (934–937)                   | 907–978           | 71 năm            | Ngô Việt Thái Tổ                    | Ngô Việt Trung Ý vương                       | (danh sách)  |
|                                                                         | Mân閩 Mǐn Min3 ㄇㄧㄣˇ                                              | Tên địa danh                                         | Vương 王                            | Hán             | Phiên vương quốc (909–933, 944–945) Đế quốc (933–944, 945)                | 909–945           | 36 năm            | Mân Thái Tổ                         | Thiên Đức Đế                                 | (danh sách)  |
|                                                                         | Nam Hán南漢 Nán Hàn Nan2 Han4 ㄋㄢˊ ㄏㄢˋ                           | Từ triều Hán                                         | Lưu 劉                              | Hán             | Đế quốc                                                                   | 917–971           | 54 năm            | Nam Hán Cao Tổ                      | Lưu Sưởng                                    | (danh sách)  |
|                                                                         | Kinh Nam荊南 Jīngnán Ching1-nan2 ㄐㄧㄥ ㄋㄢˊ                       | Tên địa danh                                         | Cao 高                              | Hán             | Phiên vương quốc                                                          | 924–963           | 39 năm            | Vũ Tín vương                        | Cao Kế Xung                                  | (danh sách)  |
|                                                                         | Hậu Thục後蜀 Hòu Shǔ Hou4 Shu3 ㄏㄡˋ ㄕㄨˇ                          | Tên địa danh                                         | Mạnh 孟                             | Hán             | Đế quốc                                                                   | 934–965           | 31 năm            | Hậu Thục Cao Tổ                     | Mạnh Sưởng                                   | (danh sách)  |
|                                                                         | Nam Đường南唐 Nán Táng Nan2 T῾ang2 ㄋㄢˊ ㄊㄤˊ                      | Từ triều Đường                                       | Lý 李                               | Hán             | Đế quốc (937–958) Hoàng gia (958–976)                                     | 937–976           | 37 năm            | Nam Đường Liệt Tổ                   | Lý Dục                                       | (danh sách)  |
|                                                                         | Bắc Hán北漢 Běi Hàn Pei3 Han4 ㄅㄟˇ ㄏㄢˋ                           | Từ Hậu Hán                                           | Lưu 劉                              | Sa Đà           | Đế quốc                                                                   | 951–979           | 28 năm            | Bắc Hán Thế Tổ                      | Lưu Kế Nguyên                                | (danh sách)  |
|                                                                         | Triều Liêu遼朝 Liáo Cháo Liao2 Ch῾ao2 ㄌㄧㄠˊ ㄔㄠˊ                 | "Sắt" (đồng âm trong tiếng Khiết Đan) / Tên địa danh | Gia Luật 耶律                       | Khiết Đan       | Đế quốc                                                                   | 916–1125          | 209 năm           | Liêu Thái Tổ                        | Liêu Thiên Tộ Đế                             | (danh sách)  |
|                                                                         | Tây Liêu西遼 Xī Liáo Hsi1 Liao2 ㄒㄧ ㄌㄧㄠˊ                        | Từ triều Liêu                                        | Gia Luật 耶律                       | Khiết Đan       | Hoàng gia (1124–1132) Đế quốc (1132–1218)                                 | 1124–1218         | 94 năm            | Liêu Đức Tông                       | Khuất Xuất Luật                              | (danh sách)  |
|                                                                         | Bắc Tống北宋 Běi Sòng Pei3 Sung4 ㄅㄟˇ ㄙㄨㄥˋ                      | Tên địa danh                                         | Triệu 趙                            | Hán             | Đế quốc                                                                   | 960–1127          | 167 năm           | Tống Thái Tổ                        | Tống Khâm Tông                               | (danh sách)  |
|                                                                         | Nam Tống南宋 Nán Sòng Nan2 Sung4 ㄋㄢˊ ㄙㄨㄥˋ                      | Từ triều Tống                                        | Triệu 趙                            | Hán             | Đế quốc                                                                   | 1127–1279         | 152 năm           | Tống Cao Tông                       | Triệu Bính                                   | (danh sách)  |
|                                                                         | Tây Hạ西夏 Xī Xià Hsi1 Hsia4 ㄒㄧ ㄒㄧㄚˋ                           | Tên địa danh                                         | Ngôi Danh 嵬名 𗼨𗆟                 | Đảng Hạng       | Đế quốc                                                                   | 1038–1227         | 189 năm           | Tây Hạ Cảnh Tông                    | Lý Hiện                                      | (danh sách)  |
|                                                                         | Triều Kim金朝 Jīn Cháo Chin1 Ch῾ao2 ㄐㄧㄣ ㄔㄠˊ                    | "Vàng"                                               | Hoàn Nhan 完顏                      | Nữ Chân         | Đế quốc                                                                   | 1115–1234         | 119 năm           | Kim Thái Tổ                         | Hoàn Nhan Thừa Lân                           | (danh sách)  |
| Hậu kỳ đế quốc                                                          |                                                                     |                                                      |                                     |                 |                                                                           |                   |                   |                                     |                                              |              |
|                                                                         | Triều Nguyên元朝 Yuán Cháo Yüan2 Ch῾ao2 ㄩㄢˊ ㄔㄠˊ                 | "Vĩ đại" / "Đứng đầu"                                | Bột Nhi Chỉ Cân 孛兒只斤 ᠪᠣᠷᠵᠢᠭᠢᠨ   | Mông Cổ         | Đế quốc                                                                   | 1271–1368         | 97 năm            | Nguyên Thế Tổ                       | Nguyên Huệ Tông                              | (danh sách)  |
|                                                                         | Bắc Nguyên北元 Běi Yuán Pei3 Yüan2 ㄅㄟˇ ㄩㄢˊ                      | Từ triều Nguyên                                      | Bột Nhi Chỉ Cân 孛兒只斤 ᠪᠣᠷᠵᠢᠭᠢᠨ   | Mông Cổ         | Đế quốc                                                                   | 1368–1635         | 267 năm           | Nguyên Huệ Tông                     | Bột Nhi Chỉ Cân Ngạch Nhĩ Khắc Khổng Quả Nhĩ | (danh sách)  |
|                                                                         | Triều Minh明朝 Míng Cháo Ming2 Ch῾ao2 ㄇㄧㄥˊ ㄔㄠˊ                 | "Sáng chói"                                          | Chu 朱                              | Hán             | Đế quốc                                                                   | 1368–1644         | 276 năm           | Hồng Vũ Đế                          | Sùng Trinh Đế                                | (danh sách)  |
|                                                                         | Nam Minh南明 Nán Míng Nan2 Ming2 ㄋㄢˊ ㄇㄧㄥˊ                      | Triều Minh                                           | Chu 朱                              | Hán             | Đế quốc                                                                   | 1644–1662         | 18 năm            | Hoàng Quang Đế                      | Vĩnh Lịch Đế                                 | (danh sách)  |
|                                                                         | Hậu Kim後金 Hòu Jīn Hou4 Chin1ㄏㄡˋ ㄐㄧㄣ                          | Triều Kim (1115–1234)                                | Ái Tân Giác La 愛新覺羅 ᠠᡳᠰᡳᠨ ᡤᡳᠣᡵᠣ | Nữ Chân         | Hoàng gia                                                                 | 1616–1636         | 20 năm            | Thiên Mệnh Hãn                      | Thanh Thái Tông                              | (danh sách)  |
|                                                                         | Triều Thanh清朝 Qīng Cháo Ch῾ing1 Ch῾ao2 ㄑㄧㄥ ㄔㄠˊ               | "Thanh khiết"                                        | Ái Tân Giác La 愛新覺羅ᠠᡳᠰᡳᠨ ᡤᡳᠣᡵᠣ  | Mãn Châu        | Đế quốc                                                                   | 1636–1912         | 276 năm           | Thanh Thái Tông                     | Tuyên Thống Đế                               | (danh sách)  |

- Các triều đại chư hầu tồn tại dưới chế độ phong kiến: ví dụ: Đặng, Hoắc, Sở, Nghĩa Cừ
- Các triều đại dạng cơ mi và thổ ty: ví dụ: Bá Châu thổ ty, Thủy Đông thổ ty, Vĩnh Ninh thổ ty, Tán Lạp thổ ty
- Triều đại địa phương hóa: ví dụ: Nam Việt, Thổ Dục Hồn, Vương quốc Đại Lý, Vương quốc Đông Ninh
- Các triều đại chỉ tồn tại trong thời gian quá ngắn: ví dụ: Trạch Ngụy, Hậu Liêu, Trần Hán, Đại Thuận
- Các triều đại cai trị vùng lãnh thổ mà trong lịch sử hoặc hiện tại có liên quan tới "Trung Quốc": ví dụ: Nhu Nhiên, Thổ Phồn, Bột Hải, Kara-Khanid

Các triều đại thuộc các dạng sau đây cũng bị loại khỏi danh sách:
- Các triều đại bên ngoài "Trung Quốc" với toàn bộ hoặc một phần tổ tiên Trung Quốc: ví dụ: Nhà Tiền Lý Việt Nam, Vương triều Thonburi Thái Lan[210][211][212][213]
- Các triều đại bên ngoài "Trung Quốc" cai trị các quốc gia triều cống cho Trung Quốc: ví dụ: Nhà Đinh Việt Nam, Nhà Shō I đệ nhất đảo Lưu Cầu[214][215]
- Các triều đại bên ngoài "Trung Quốc" tự xưng là "Trung Hoa" (中華), hoặc "Tiểu Trung Hoa" (小 中華): ví dụ: Nhà Triều Tiên Hàn Quốc, Nhà Nguyễn Việt Nam[216][217][218][219]
- Các triều đại bên ngoài Trung Quốc cai trị các quốc gia Hán hóa: ví dụ: Bách Tế Triều Tiên, Nhà Hậu Lê Việt Nam[220][221]

## Niên biểu

### Niên biểu các giai đoạn chính
|  |  |  |  |  |  |  |  |  |